# Andrew Hunter (natation)
Andrew Hunter, né le 25 juillet 1986 à Halton (Royaume-Uni), est un nageur anglais. Il a détenu de 2008 à 2010 le record d’Europe du relais 200 m nage libre avec ses coéquipiers de l’équipe du Royaume-Uni.

## Biographie
Andrew Hunter a commencé à nager à l’école de Belper en 1995.

## Palmarès

### Jeux olympiques
Aux Jeux olympiques de Pékin, Andrew Hunter participe au relais 4 × 200 m nage libre avec l'équipe du Royaume-Uni qui se place 6e dans un temps de 7 min 05 s 92.

### Championnats du monde
Aux Championnats du monde de natation en petit bassin 2008 qui se sont tenus à Manchester, Andrew Hunter obtient une médaille d'argent dans le relais 4 × 200 nage libre.
Aux Championnats d'Europe de natation 2008 qui se sont tenus à Budapest, Andrew Hunter obtient également une médaille d'argent dans le relais 4 × 200 nage libre.

### Jeux du Commonwealth
Andrew Hunter décroche également une médaille d'argent aux jeux du Commonwealth 2006 et 2010 toujours dans le relais 4 × 200 m nage libre.

## Records

### Record d’Europe
Lors des championnats du monde de natation en petit bassin 2008 qui se sont tenus à Manchester du 9 au 13 avril 2008, Andrew Hunter bat, le 10 avril 2008, le record d’Europe du 4 × 200 m nage libre en petit bassin avec ses coéquipiers de l’équipe du Royaume-Uni, dans un temps de 6 min 56 s 52. Ce record sera battu deux ans plus tard, le 16 décembre 2010 à Dubaï, par l’équipe de Russie avec un temps de 6 min 49 s 04.
| Épreuve                         | Nageurs                                                 | Temps équipe  | Temps perso                                             | Date          |
| Relais 4 × 200 m nage libre (H) | Robert Renwick David Carry Andrew Hunter Ross Davenport | 6 min 56 s 52 | 1 min 44 s 83 1 min 44 s 19 1 min 44 s 04 1 min 43 s 46 | 10 avril 2008 |

## Meilleurs temps personnels
Les meilleurs temps personnels établis par Andrew Hunter dans les différentes disciplines sont détaillés ci-après.
| Épreuve                   | Bassin | Temps         | Compétition                            | Lieu               | Date            |
| 50 m nage libre           | 50 m   | 23 s 86       | Scottish National Open                 | Glasgow            | 28 juin 2007    |
| 100 m nage libre          | 50 m   | 49 s 82       | Championnats d'Angleterre              | Sheffield          | 19 mars 2009    |
| 200 m nage libre          | 50 m   | 1 min 46 s 90 | Championnats du monde de natation 2009 | Rome (Italie)      | 27 juillet 2009 |
| 400 m nage libre          | 50 m   | 3 min 51 s 86 | Championnats des États-Unis            | Indianapolis (USA) | 2 août 2007     |
| 800 m nage libre          | 50 m   | 8 min 16 s 65 | Scottish National Champs               | Glasgow            | 29 juin 2006    |
| 1500 m nage libre         | 50 m   | 15 s 55       | Scottish National Champs               | Glasgow            | 29 juin 2006    |
| 100 m papillon            | 50 m   | 56 s 67       | Burns Open Long Course Mt              | Sheffield          | 26 janvier 2008 |
| 200 m papillon            | 50 m   | 2 min 02 s 65 | ASA Youth Championships                | Sheffield          | 2 août 2004     |
| 200 m 4 nages             | 50 m   | 2 min 11 s 11 | 45e Trofeo Sette Colli                 | Rome (ITA)         | 8 juin 2007     |
| 400 m 4 nages             | 50 m   | 4 min 39 s 45 | City of Glasgow Open Mt                | Glasgow            | 26 mai 2007     |
| 100 m nage libre (relais) | 50 m   | 51 s 52       | XXIV Universiade                       | Bangkok (THA)      | 10 août 2007    |
| 200 m nage libre (relais) | 50 m   | 1 min 46 s 73 | Jeux olympiques d'été 2008             | Beijing (CHN)      | 13 août 2008    |

| Épreuve                   | Bassin | Temps         | Compétition                                            | Lieu                     | Date             |
| 50 m nage libre           | 25 m   | 22 s 42       | British Gas Grand Prix                                 | Leeds                    | 6 août 2009      |
| 100 m nage libre          | 25 m   | 48 s 43       | British Gas Grand Prix                                 | Leeds                    | 7 août 2009      |
| 200 m nage libre          | 25 m   | 1 min 44 s 04 | British Gas Grand Prix                                 | Leeds                    | 9 août 2009      |
| 400 m nage libre          | 25 m   | 3 min 43 s 58 | Championnats d'Europe de natation en petit bassin 2009 | Istanbul (Turquie)       | 10 décembre 2009 |
| 800 m nage libre          | 25 m   | 7 min 59 s 88 | BUCS 25m Champs 2008                                   | Sheffield                | 14 novembre 2008 |
| 1500 m nage libre         | 25 m   | 15 s 26       | BUSA Short Course Meet                                 | Sheffield                | 18 novembre 2005 |
| 50 m dos                  | 25 m   | 26 s 47       | Scottish National Champs                               | Glasgow                  | 16 janvier 2010  |
| 100 m dos                 | 25 m   | 57 s 45       | Scottish National Champs                               | Glasgow                  | 13 janvier 2008  |
| 200 m dos                 | 25 m   | 1 min 58 s 12 | British Gas Grand Prix                                 | Leeds                    | 6 août 2009      |
| 100 m papillon            | 25 m   | 55 s 72       | Scottish National Champs                               | Glasgow                  | 15 janvier 2010  |
| 200 m papillon            | 25 m   | 1 min 59 s 27 | Scottish Nationals                                     | Tollcross                | 12 janvier 2007  |
| 100 m 4 nages             | 25 m   | 56 s 74       | Scottish Nationals                                     | Tollcross                | 12 janvier 2007  |
| 200 m 4 nages             | 25 m   | 2 min 02 s 92 | Scottish National Champs                               | Glasgow                  | 12 janvier 2008  |
| 200 m nage libre (relais) | 25 m   | 1 min 44 s 04 | Ch. du monde de natation en petit bassin 2008          | Manchester (Royaume-Uni) | 10 avril 2008    |